# Athemus teruhisai
Athemus teruhisai es una especie de coleóptero de la familia Cantharidae.

## Distribución geográfica
Habita en Japón.